# Arne Beurling
Arne Carl-August Beurling (Gotemburgo, 3 de fevereiro de 1905 — 20 de novembro de 1986) foi um matemático sueco. Foi professor de matemática da Universidade de Uppsala (1937–1954) e depois do Instituto de Estudos Avançados de Princeton.
Beurling trabalhou extensivamente em análise harmônica, análise complexa e teoria do potencial. A "fatoração de Beurling" ajudou os cientistas matemáticos a entender a Wold decomposition ou Wold–von Neumann decomposition, e inspirou trabalhos posteriores sobre os subespaços invariantes de operadores lineares e álgebras de operadores, por exemplo, teorema de fatoração de Håkan Hedenmalm para Bergman space.

Ele é talvez mais famoso por decifrar sozinho uma versão inicial da máquina de criptografia alemã Siemens & Halske T52 em questão de duas semanas durante 1940, usando apenas papel e caneta. A cifra desta máquina é geralmente considerada mais complicada do que a da máquina Enigma mais famosa.